# Soledad Román de Núñez
Soledad Román de Núñez, född 1835, död 1924 år, var Colombias första dam 1880-82, 1884-88 och 1892, då hon var gift med president Rafael Núñez. Hon utövade ett betydande inflytande över politiken genom sin make, och anses ha legat bakom regeringssidans seger i kriget 1885 liksom konkordatet 1887.
Hon var dotter till apotekaren Manuel Román y Picón. Hon beskrivs som intelligent och politiskt begåvad och insatt. Hon gifte sig 1877 med Rafael Núñez i Paris efter många års vänskap. Vigseln var borgerlig, eftersom Núñez var separerad från sin första maka, som han enligt katolska kyrkan inte kunde skilja sig från, och därför uppfattades äktenskapet inte som lagligt. Under makens första ämbetstid kvarblev hon därför i Paris. Efter valet 1884 installerades hon dock som första dam trots det kontroversiella och omstridda äktenskapet. Ingen annan kvinna anses ha haft så stort politisk inflytande i Colombia. Hon fick på grund av sina kontakter och diplomatiska förmåga i uppgift av maken att sköta förhandlingar mellan partierna för att få igenom lagar, något hon också framgångsrikt lyckades med. Paret gifte sig katolskt efter makens första makas död 1889. Efter makens död 1894 levde hon ett enkelt men bekvämt liv.  